# Puritanizam
Puritanizam (lat.: puritas 'čistoća') pokret je među engleskim protestantima iz 16. stoljeća a kojemu je cilj bio održavanje crkve u evanđeoskoj čistoći, a nasuprot Anglikanskoj crkvi. Puritanac je moralno strog čovjek, koji odbacuje obična zadovoljstva. Zbog progona u Europi, puritanci su se tijekom 17. stoljeća naselili u Sjevernoj Americi, pogotovo regiji Nova Engleska. Američki puritanizam u 18. stoljeću je imao mnogo šire značenje od želje za reformiranjem Anglikanske crkve, jer je puritanski pogled na svijet u Novoj Engleskoj imao velik utjecaj na čitav crkveni život u Sjedinjenim Državama.
Puritanci su bili vjerski reformatorski pokret unutar engleskih protestanata krajem 16. i u 17. st., koji je tražio da se engleska crkva očisti od ostataka katoličkog papizma, za kog su puritanci tvrdili da se zadržao nakon vjerskog kompromisa postignutog na samom početku vladavine kraljice Elizabete I.
Puritanci su postali naročito zapaženi u 17. st. zbog svoje moralne i vjerske gorljivosti, koja je prožimala njihov cjelokupni život, oni su tražili crkvene reforme, kako bi njihov stil života, postao uzor za cijelu naciju. Njihovi napori da to ostvare u Engleskoj pridonijeli su izbijanju engleskog građanskog rata, ali i do osnivanja prvih kolonija u Sjevernoj Americi kao radnih modela puritanskog načina života.

## Učenje i karakteristike
Puritanizam se može definirati prvenstveno kao intenzivni vjerski zanos. Puritanci su vjerovali da je neophodno uspostaviti saveznički odnos s Bogom, kako bi mogli otkupiti grijehe, dobivene samim rođenjem i životom, da se preko boga može otkriti put spasa, kroz propovijedanje i da Sveti Duh instrument spasenja. Puritanci su bili moralno strogi, i odbacivali su svaki oblik raskalašenosti i pretjerivanja, za njih je i ples bio raskalašenost.
Kalvinistička teologija i sistem, imala je veliki utjecaj na formiranje puritanskog učenja. Zbog tog su oni odbacili brojne rituale anglikanske crkve, na koje su gledali kao papinsko idolopoklonstvo.  Umjesto toga za puritance je propovijedanje bilo najvažnije, i to ono koje proizlazi iz svakodnevnog iskustva, a ne samo ono iz religijskih knjiga. Ipak zbog važnosti propovijedanja, puritanci su to ipak ostavili samo školovanim teolozima.Ali su usput i shvatili važnost školovanja, i bili među prvima koji su osnivali škole za djecu.

## Povijest
Kralj Henrik VIII. odvojio je englesku crkvu od katoličke crkve 1534., pa se protestantizam brzo širio za vladavine Edvarda VI. (vladao 1547. – 1553.). Tokom vladavine kraljice Marije (1553. – 1558.), Engleska se vratila u krilo katoličke crkve, pa su brojni protestanti bili prisiljeni na progonstvo. Mnogi od prognanika pobjegli su Ženevu, gdje je John Calvin ponudio model uzorne crkvene organizacije. Puritanci su kao i svi protestanati oduševljeno dočekali izbor Elizabethe I. 1558., ali su ih njeni prvi potezi nakon ponovnog ozakonjenja protestantizma razočarali, jer su oni bili za veću reformu, ali to nisu bili u stanju provesti u vrhovnom vijeću tadašnje engleske crkve.
Veći dio puritanaca je sredinom 16. st. želio provesti reformu crkve u Engleskoj, preko parlamenta, i uz njegovu podršku - njih su zvali prezbiterijaci. Manji dio, razočaran sporim tokom stvari, odlučio se za radikalniji put reformi bez čekanja ostalih. Njih su nazvali - separatisti, oni su odbacili državnu crkvu i osnivali dobrovoljne crkve na temelju saveza s bogom i među sobom. Obje skupine, naročito separatiste, potisnula je društvena elita onog vremena. Kako nisu dobili priliku da provedu reformu u samoj crkvi, engleski puritanci okrenuli su se propovijedanju, pisanju pamfleta i raznim eksperimentima u iskazivanju svoje vjere, ali i posebno moralnom ponašanju, kako individualnom, tako i svojih organizacija. Svoj brzi rast, dugovali su brojnim sponzorima iz visokih aristokratskih krugova i parlamenta, ali i zbog velikog broja profesora teologije koji su prihvatili njihovo učenje na fakultetima Oxforda i Cambridga.
Puritanska nadanja su porasla kad je kalvinist Jakov I. naslijedio Elizabetu I. 1603. Ali ih je on ubrzo razočarao kad je na sastanku u Hampton Courtu 1604., odbio njihove prigovore o potrebi reforme crkvene organizacije izjavivši bez biskupa, nema kralja. Pa su puritanci i nadalje ostali građani drugog reda, neki su izgubili svoje položaje, drugi su ih jedva uspjeli zadržati, a neki koji se nisu mogli pomiriti s kompromisom, pobjegli su iz Engleske. Pritisak na njih da se pomire sa stanjem kakvo je, porastao je za vladavine Karla I. (1625. – 1649.) i njegova nadbiskupa Williama Lauda. Ipak se i u tim otežanim uvjetima puritanizam nastavio širiti, a kad je izbio engleski građanski rat između parlamenta i Karla I., puritanci su iskoristili da apel na parlament i narod i poziv na obnovu zajedništva s bogom. Parlament je na svoje zasjedanje o tom pitanju, pozvao i vijeće Anglikanske crkve radi konzultacija, ali je ono bilo toliko razjedinjeno, da nije uspjelo ponuditi nikakav model za reformu crkvene organizacije. U međuvremenu se nova vojska, koja je porazila kraljeve snage, bojala da bi Crkveno vijeće i Parlament mogli sklopiti kompromis s kraljem Karlo I. da zatru puritance, pa su preuzeli vlast i predali je svom lideru Oliveru Cromwellu. Za vrijeme njegove kratkotrajne vladavine, vladala je vjerska tolerancija koja je išla u prilog puritancima, pa se pojavio velik broj radikalnih puritanskih pokreta; Levelleri, Diggeri (ili pravi Levelleri), Pokret petog kraljevstva i Kvekeri (oni su jedini uspjeli steći neki značaj).
Nakon Cromvvellove smrti 1658., konzervativni puritanci podržali su restauraciju kralja Karla II. i njegov modificirani model vjerske politike. Ali im to nije pomoglo, jer su ih slijedbenici nadbiskupa Lauda, uspjeli potpuno potisnuti, pa su nakon tog restaurirali staru strogu crkvenu hijerahiju Anglikanske crkve. Nakon tog su engleski puritanci ušli u razdoblje poznato kao - Veliki progon. Puritanci su nakraju neuspješno pokušali ostvariti svoj ideal sveobuhvatne crkve za vrijeme Slavne revolucije (svrgavanje Karla II.) Nakon tog je Engleska 1689. usvojila Zakon o vjerskoj toleranciji, koji je potvrdio status Anglikanske crkve kao državne, ali je tolerirao i druge vjerske zajednice.

## Puritanci u Americi
Puritanski ideal ostvarivanja svetog zajedništva, pokušala je provesti u djelo Kolonija Virginia Thomasa Dalea, ali je to najviše uspjelo kolonijama u Novoj Engleskoj. Originalna crkvena organizacija Kolonije Zaljeva Massachusetts bila je srednji put između prezbiterijanizma i separatizma, pa su zbog toga 1648. četiri novoengleske puritanske kolonije usvojile zajedničku platformu u Cambridgu, formirajući kongregaciju kao oblik crkvene vlasti.
Novoengleski puritanci oblikovali su svoju građansku zajednicu u okviru crkve, na čelu s crkvenim vijećem, u kom su samo izabrani članovi mogli glasati i biti izabrani na neku od vodećih funkcija u komuni. To je postao problem već u drugoj generaciji kolonista, pa su oni usvojili nova pravila, koja su omogućavala krštenim, moralnim i pravovjernim članovima da dodjeljuju privilegije crkvenog članstva. 
Pored tih postojala je i puritanska zajednica na Rhode Islandu koju je osnovao Roger Williams, prognanik iz Kolonije Massachusetts, te u Pennsylvaniji, koju je vodio kveker William Penn.
Američki puritanci su u 18. st. presudno utjecali na crkveni život rane Amerike, pa je to ostavilo traga i na kasniji tok događaja i život u Sjedinjenim Američkim Državama.

## Vanjske poveznice
- Puritanism na portalu Encyclopædia Britannica (engl.)

- Schaff’s Encyclopedia of Religious Knowledge: Puritans, Puritanism